# 自由思想党
自由思想党（希臘語：Κόμμα των Ελευθεροφρόνων），希腊极右翼政党，成立于1922年，在1936年颁布八月四日体制后被扬尼斯·梅塔克萨斯解散。